# Équipe d'Inde féminine de baseball
Uniformes
L'Équipe d'Inde de baseball féminin représente la Fédération indienne de baseball lors des compétitions internationales comme la Coupe du monde.
Son premier match s'est déroulé contre les États-Unis en 2004 au Japon. 
Elle participe à la Série Mondiale de baseball féminin en 2004,, un événement qui disparait ensuite au profit de la Coupe du monde de baseball féminin. 
Elle participe à la Coupe du monde 2008 et termine à la septième position. Elle partage avec Hong Kong la dixième position du Classement mondial de l'IBAF au 1er septembre 2010.

## Palmarès
Série mondiale:
- 2004 : 7e

Coupe du monde:
- 2008 : 7e